# Öster-Lillsjön (Laxsjö socken, Jämtland)
Öster-Lillsjön är en sjö i Krokoms kommun i Jämtland och ingår i Indalsälvens huvudavrinningsområde. Sjön har en area på 0,139 kvadratkilometer och ligger 397,3 meter över havet. Sjön avvattnas av vattendraget Lillån. Dess motsats i kommunen är Väster-Lillsjön. I länet finns det dess namne, Öster-Lillsjön i Bräcke kommun. I Sverige finns det ytterligare en insjö med samma namn; Öster-Lillsjön i grannlänets närmaste kommun, Dorotea.

## Delavrinningsområde
Öster-Lillsjön ingår i det delavrinningsområde (708774-144937) som SMHI kallar för Mynnar i Öster-Lillsjön. Medelhöjden är 408 meter över havet och ytan är 0,85 kvadratkilometer. Räknas de 9 avrinningsområdena uppströms in blir den ackumulerade arean 28,81 kvadratkilometer. Lillån som avvattnar avrinningsområdet har biflödesordning 4, vilket innebär att vattnet flödar genom totalt 4 vattendrag innan det når havet efter 262 kilometer. Avrinningsområdet består mestadels av skog (84 procent). Avrinningsområdet har 0,14 kvadratkilometer vattenytor vilket ger det en sjöprocent på 16,1 procent.